# Nálet na Zlín 1944
V pondělí 20. listopadu 1944 zasáhla skupina amerických bombardérů část města Zlína. 

## Pozadí bombardování
Nejprve v pátek 13. října 1944 shodil jeden americký bombardér na část čtvrti Letná několik bomb. Od té doby začala pravidelná evakuační cvičení.
Bombardéry B-17 a B-24 svrhly pumy na část továrny a obytnou čtvrť Letná. Nejvíce byly zasaženy sklady materiálu, z nichž jeden prohoříval ještě dlouhé měsíce po náletu.
Mezi piloty byl mj. pozdější americký politik George McGovern, protikandidát Richarda Nixona v prezidentských volbách roku 1972. Šlo o jeho poslední, 35. misi před návratem do USA.

## Zasažené objekty
Zasažena byla východní část čtvrti Letná a objekty továrny, vlakové nádraží, rovněž elektrárna.

## Oběti
Zahynulo 32 civilistů, asi 180 lidí bylo zraněno.

## Po náletu
Na vybombardovaném území Letné u hotelu Společenský dům (dnes Interhotel Zlín) bylo vybudováno obratiště trolejbusů. Jeden tzv. čtyřdomek na dnešní Mostní ulici byl zasažen ve druhém nadzemním podlaží, které bylo později ubouráno. Dodnes je tak připomínkou tohoto bombardování, i když zde není žádná pamětní deska.
Dnes se historici kloní k tomu, že nálet na Zlín byl omylem způsobeným špatnou navigací, kdy si piloti mohli myslet, že doletěli nad Ostravu. V dané době byl však nálet propagandisticky vykládán jako útok tzv. nepřátelských sil proti českému lidu a jeho pracovnímu úsilí.